# Systellogaster
Systellogaster is een geslacht van vliesvleugeligen uit de familie Pteromalidae. De wetenschappelijke naam van dit geslacht is voor het eerst geldig gepubliceerd in 1917 door Gahan.

## Soorten
Het geslacht Systellogaster omvat de volgende soorten:
- Systellogaster gahani Wallace, 1973
- Systellogaster ovivora Gahan, 1917